# Globální riziko
Globální rizika (anglicky: global risks či global catastrophic risk) jsou taková rizika, jež svou povahou ohrožují (či ohrozit mohou) životní prostředí a život, ať již jako celek či jeho jednotlivé části, a to v globálním měřítku. 
Při zkoumání globálních rizik docházíme k poznání, že to, co je pro jeden druh (např. pro člověka) rizikem, může být pro jiný příležitostí. Globální rizika jsou proto většinou posuzována z antropocentrické perspektivy (GR je pak to, co je rizikem pro člověka a jeho blahobyt). Pokud riziko, jež lidstvu hrozí, může způsobit jeho zánik, jedná se o riziko existenční.
Jedním z hlavních teoretiků koncepce globálních rizik je Nick Bostrom, profesor filozofie na Oxford University. V knize, editované Bostromem, Globální katastrofická rizika (Global Catastrophic Risks) jsou podchycena ta rizika, jež  ohrožují, nebo za určitých okolností ohrozit mohou, lidský blahobyt a udržitelný rozvoj, popř. lidstvo a život na planetě jako celek. Bostrom poukazuje na fakt, že většina druhů, která kdy žila na lidské planetě (přes 99%) vyhynula. Z toho se dá vyvodit, že lidský druh může potkat to samé.
Rizika, jež nám hrozí je možné rozdělit podle jejich povahy (příčiny) a to na antropogenní a bez zavinění člověkem, přičemž u některých není zcela zřejmé, jaký na ně má lidská činnost vliv (např. rozsáhlé záplavy u nichž se neví, zda jsou zapříčiněné lidskými zásahy či se jedná o přirozené cykly). Existenční rizika, která by zapříčinila vyhynutí lidského rodu, mohou mít podle některých vědců spíše antropogenní příčinu.
Globální rizika mají svůj původ v globálních problémech, jež vznikají z lokálních nebo regionálních příčin a promítají se: ,,do globálních poruch biosféry, my proto potřebujeme řešení jak místní, v regionálním měřítku, ale i v měřítku planety." Otázkou ovšem zůstává, jaké by toto řešení mělo být, jedním z řešení je intenzivní spolupráce a to jak mezi jednotlivými státy, tak mezi různými aktéry na globální úrovni. K podpoře této spolupráce a informovanosti pak slouží zprávy o globálních rizicích.